# 绒刺果瓜
绒刺果瓜（学名：Sicyos villosus），是科隆群岛弗雷里安纳岛特有及灭绝的一种植物。现时绒刺果瓜仅有一具由查尔斯·达尔文在1835年于该岛海拔200米处采集到的模式标本。达尔文称绒刺果瓜在当时很常见，但自此以后它们再也没有被发现过，推测已灭绝。其栖息地和灭绝原因均不明。
其种加词“villosus”意为“被毛的”。